# Yannick Noah
Yannick Noah (Sedan, 18 mei 1960) is een voormalig tennisspeler uit Frankrijk. Zijn vader Zacharie was een professioneel voetballer uit Kameroen, zijn moeder was een Franse lerares. Na zijn tenniscarrière leidt hij een succesvol bestaan als zanger.

## Tenniscarrière
Noah won in 1983 het heren enkelspel op Roland Garros. Hij versloeg in de finale Mats Wilander met 6-2, 7-5, 7-6. Een jaar later won hij het heren dubbelspel samen met Henri Leconte. Yannick Noah was in augustus 1985 enkele weken de beste dubbelspeler van de wereld (nummer 1 op de wereldranglijst). Een jaar later bereikte hij de derde positie op de wereldranglijst, zijn hoogste klassering als enkelspeler.
In 1987 speelde hij tegen Ronald Agenor uit Haïti de eerste ATP-finale tussen twee donkere spelers in de geschiedenis van het moderne tennis.
Momenteel is Noah getrouwd met Cécilia Rhode, een voormalig Miss Zweden. Hij heeft met haar twee kinderen, onder wie NBA-basketballer Joakim Noah.

## Prestatietabel
| Legenda | Legenda                          |
| ------- | -------------------------------- |
| g.t.    | geen toernooi gehouden           |
| l.c.    | lagere categorie                 |
| –       | niet deelgenomen                 |
| G       | uitgeschakeld in de groepsfase   |
| 1R      | uitgeschakeld in de eerste ronde |
| 2R      | uitgeschakeld in de tweede ronde |
| 3R      | uitgeschakeld in de derde ronde  |
| 4R      | uitgeschakeld in de vierde ronde |
| KF      | uitgeschakeld in de kwartfinale  |
| HF      | uitgeschakeld in de halve finale |
| F       | de finale verloren               |
| W       | het toernooi gewonnen            |
| w-v     | winst/verlies-balans             |

### Grand slam, enkelspel
| Toernooi        | 1977  | 1977  | 1978  | 1979  | 1980  | 1981  | 1982  | 1983   | 1984  | 1985  | 1986  | 1987  | 1988  | 1989  | 1990  | Carrière w-v |
| --------------- | ----- | ----- | ----- | ----- | ----- | ----- | ----- | ------ | ----- | ----- | ----- | ----- | ----- | ----- | ----- | ------------ |
| Australian Open | –     | –     | 2R    | –     | 2R    | –     | –     | –      | –     | –     | –     | KF    | 4R    | 1R    | HF    | 11 / 6       |
| Roland Garros   | 1R    | 1R    | 3R    | 2R    | 4R    | KF    | KF    | W      | KF    | 4R    | 4R    | KF    | 4R    | 1R    | 3R    | 40 / 14      |
| Wimbledon       | –     | –     | 2R    | 3R    | –     | 1R    | –     | –      | –     | 3R    | –     | 2R    | –     | –     | 1R    | 6 / 6        |
| US Open         | –     | –     | 1R    | 4R    | 4R    | 4R    | 4R    | KF     | –     | KF    | 3R    | –     | 2R    | KF    | 2R    | 28 / 11      |
| Winst-verlies   | 0 / 1 | 0 / 1 | 3 / 4 | 6 / 3 | 6 / 3 | 7 / 3 | 7 / 2 | 11 / 2 | 4 / 1 | 9 / 3 | 5 / 2 | 9 / 3 | 7 / 3 | 4 / 3 | 8 / 4 | 86 / 37      |

### Grand slam, dubbelspel
| Toernooi        | 1976 | 1977 | 1977 | 1978 | 1979 | 1980 | 1981 | 1982 | 1983 | 1984 | 1985 | 1986 | 1987 | 1988 | 1989 | 1990 | 1996 |
| --------------- | ---- | ---- | ---- | ---- | ---- | ---- | ---- | ---- | ---- | ---- | ---- | ---- | ---- | ---- | ---- | ---- | ---- |
| Australian Open | –    | –    | –    | –    | –    | –    | –    | –    | –    | –    | –    | –    | –    | –    | –    | 2R   | –    |
| Roland Garros   | 2R   | 2R   | 2R   | 2R   | 1R   | 2R   | –    | –    | 1R   | W    | –    | –    | F    | –    | –    | –    | 1R   |
| Wimbledon       | –    | 1R   | 1R   | 2R   | 1R   | –    | 1R   | –    | –    | –    | 2R   | –    | KF   | –    | –    | –    | –    |
| US Open         | –    | –    | –    | 3R   | –    | –    | –    | –    | –    | –    | F    | KF   | –    | –    | –    | –    | –    |

## Muziekcarrière
Parallel aan zijn tenniscarrière werkte Noah aan zijn tweede grote passie: muziek. Zijn eerste single, Saga Africa, werd in Frankrijk dé zomerhit van 1991. Desondanks haalde hij slechts een bescheiden succes in de eerste jaren. Dat veranderde in 2000 toen hij zijn vierde album uitbracht. Sindsdien is zijn leven een aaneenschakeling van tournees.
Niet alleen maakt Noah zijn eigen muziek, ook covert hij liedjes van Bob Marley en zijn vrienden van Téléphone. Zowel in Wallonië als in Frankrijk had Yannick Noah een grote hit met "aux arbres citoyens", van zijn album Charango, uitgekomen in 2007. Dit lied zou de grote doorbraak van Yannick Noah in België worden.